# Tobias Ranzinger
Tobias Ranzinger (* 1968 in Bad Godesberg) ist ein deutscher Fernsehmoderator und Journalist beim Bayerischen Rundfunk.

## Leben
Tobias Ranzinger ging u. a. in Washington, D.C. / USA zur Schule und machte sein Abitur in Marktoberdorf im Allgäu. Im Anschluss studierte er Kommunikationswissenschaft, Medienrecht und Soziologie an der Ludwig-Maximilians-Universität in München und machte seinen Abschluss mit Magister. Schon seit 1986 ist Ranzinger als Moderator beim Radio bekannt. Zwischen 1995 und 2001 war er Moderator der erfolgreichen Frühsendung „Tobi Ranzinger und das Frühteam“ in München. Beim Bayerischen Fernsehen (seit 2000) führt er durch das Magazin laVita und Gesprächsrunden in der Forumreihe. Daneben ist er Zuschauern durch die Moderation des <it>-Kompaktkurses auf ARD-alpha bekannt. Ranzinger macht als Regisseur Dokumentarfilme für das Bayerische Fernsehen.
Neben seiner Fernsehtätigkeit moderiert er regelmäßig Radiosendungen in München (95.5 Charivari) und produziert den Hofbräuhaus-Podcast, mit dem er   den „European Podcast Award“ gewann.
Außerdem übernimmt er Moderationsaufgaben bei zahlreichen freien Veranstaltungen u. a. für die Fraunhofer-Gesellschaft, Transparency International und die katholische Akademie Bayern. Neben der Produktion von freien Filmen engagiert sich Ranzinger für Entwicklungshilfe in Asien und ist im Vorstand der Hilfsorganisation Nias e.V.